# Eduard Levano
Eduard Levano (geb. 26. Februar 1885 in Kommern; gest. 15. November 1937) war ein deutscher Großhändler, der von Kommern aus Getreide- und Landesprodukte vertrieb.

## Leben

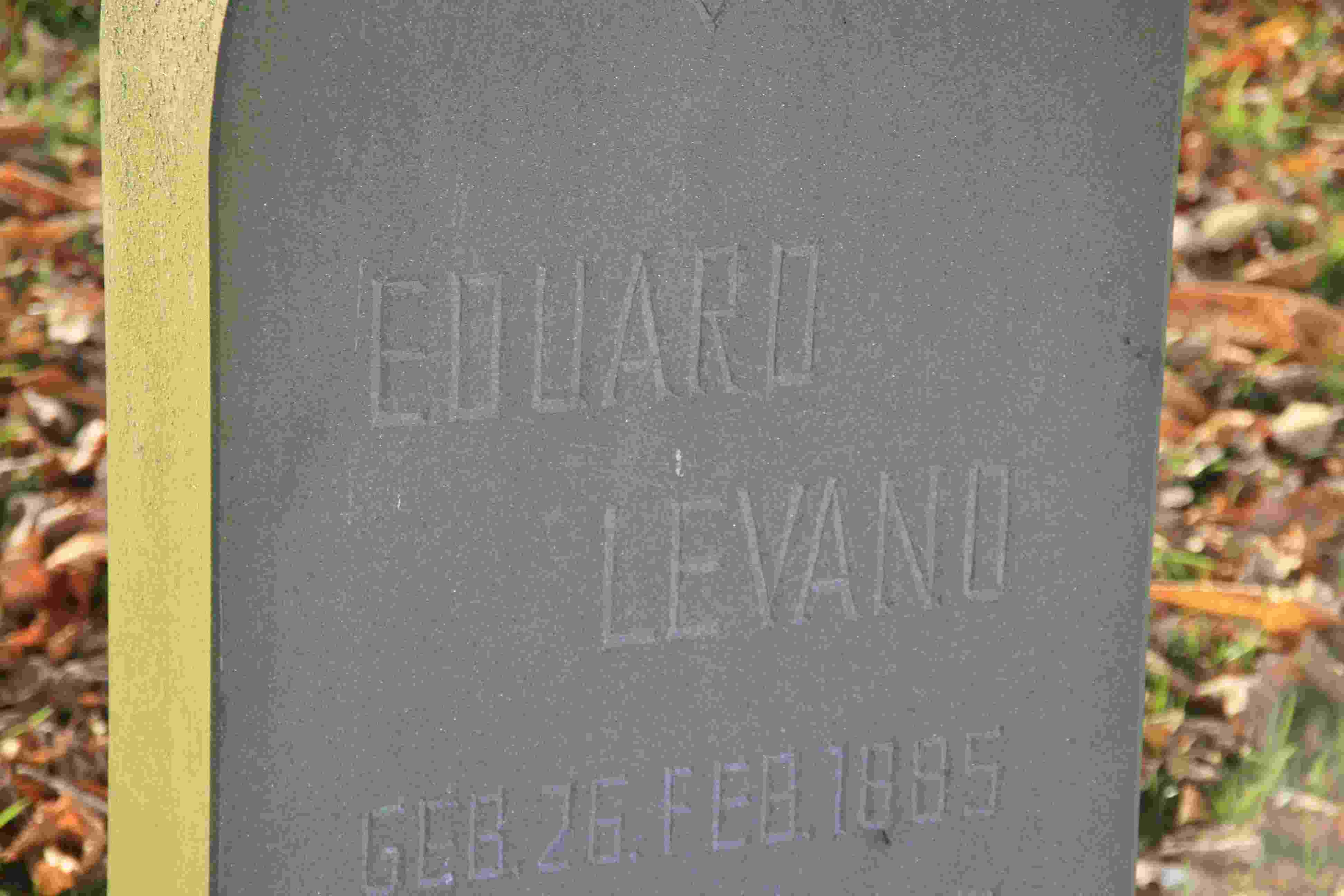
Grabstein für Eduard Levano auf dem jüdischen Friedhof in Kommern

Die portugiesisch-sefardische Familie Levano stammte aus Gymnich und ist seit 1800 in Kommern nachweisbar. Etwa seit 1900 hatte die Kornhändlerfamilie Levano das Getreide- und Viehfuttermonopol in den Kreisen Schleiden und Euskirchen inne. Der Getreidehandel Levano konnte bis etwa 1935 sein Monopol behaupten.
Während des Ersten Weltkriegs war Eduard Levano staatlich beauftragter Getreidekommissionär, der die Rationierung des Getreides im Kreis Schleiden zu organisieren hatte.
Nach der sogenannten Machtergreifung der Nationalsozialisten im Jahr 1933 erfolgte eine Hetzkampagne gegen den jüdischen Getreidehändler. Im Jahr 1936 wurde er zur Zwangsverpachtung seiner Firma an „Arier“ gezwungen. Mitte 1937 folgte der Zwangsverkauf des Unternehmens. Die Firma wurde später in Kornhaus Kommern umbenannt. Eduard Levano starb plötzlich am 15. November 1937.
Für den 1937 beigesetzten Eduard Levano wurde im Jahr 2006 ein Grabstein auf dem Jüdischen Friedhof in Kommern gesetzt. Fünf Verwandte von Eduard Levano wurden von den Nationalsozialisten ermordet.